# Wien Praterstern
Wien Praterstern – jedna z głównych stacji kolejowych w Wiedniu, stolicy Austrii. Znajduje się na placu Praterstern w dzielnicy Leopoldstadt. Obsługuje dziennie około 80 tys. pasażerów. Obecnie najnowocześniejsza w Wiedniu. Także przystanek metra (U-Bahn).